# Ganggrab von Åby
Das weitgehend abgetragene Ganggrab von Åby (schwedisch Åby Gånggrift oder Glos altare; RAÄ Nr. Tossene 157:1) stammt aus der Jungsteinzeit etwa 3500–2800 v. Chr. und ist eine Megalithanlagen der Trichterbecherkultur (TBK). Es liegt in Tossene in der Gemeinde Sotenäs, nördlich von Åby in Bohuslän in Schweden. Das Ganggrab ist eine Bauform jungsteinzeitlicher Megalithanlagen, die aus einer Kammer und einem baulich abgesetzten, lateralen Gang besteht. Diese Form ist primär in Dänemark, Deutschland und Skandinavien, sowie vereinzelt in Frankreich und den Niederlanden zu finden. 
Das Ganggrab (schwedisch Ganggrift) liegt in einem Hügel von etwa 11,0 m Durchmesser. Ein großer Deckstein (schwedisch takhällen) liegt noch auf seinen Tragsteinen, während ein zweiter neben der Kammer auf dem Hügel liegt. Der Zugang zum Gang liegt zwischen zwei Orthostaten etwa vier Meter südlich der Kammer. 
Das Gebiet hat großen historischen Wert. Es gibt Siedlungen aus der Steinzeit, Gräber aus der Eisenzeit und Felsritzungen aus der Bronzezeit. Eine von Bohusläns bekanntesten Felsritzungen, Åbyhällen, südwestlich des Ortes, besteht aus 80 Zeichen, Schiffen (eines 1,5 m lang), mehreren Tieren, Radkreuzen, menschlichen Figuren, einem Wagen und anderen Bildern und Zeichen. 